# Diócesis de Pontoise
La diócesis de Pontoise (en latín: Dioecesis Pontisarensis y en francés: Diocèse de Pontoise) es una circunscripción eclesiástica de la Iglesia católica en Francia. Se trata de una diócesis latina, sufragánea de la arquidiócesis de París. Desde el 4 de junio de 2024 su obispo electo es Benoît Bertrand.

## Territorio y organización

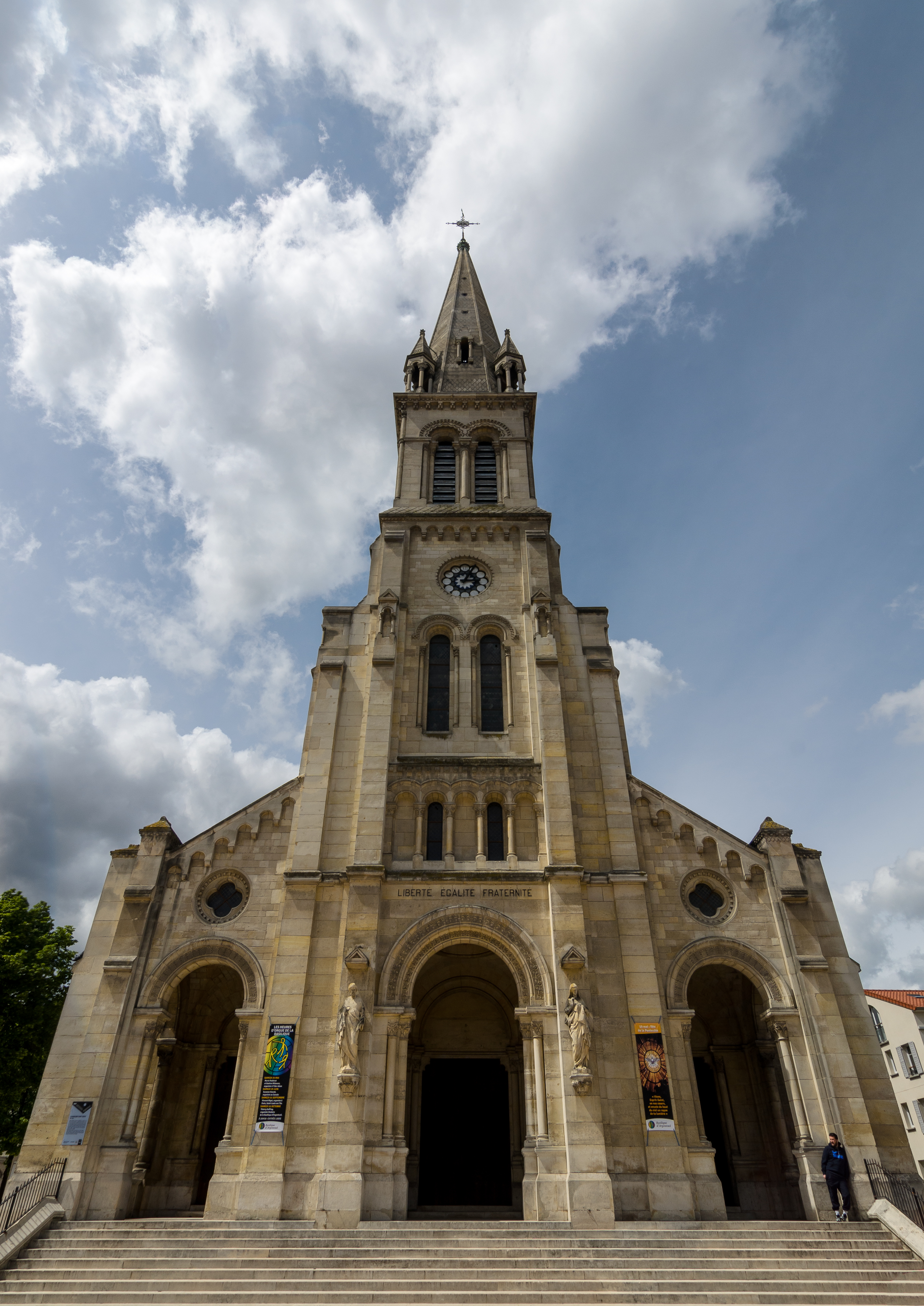
Basílica de San Dionigio, en Argenteuil

La diócesis tiene 1249 km² y extiende su jurisdicción sobre los fieles católicos de rito latino residentes en el departamento de Valle del Oise, en la región de Isla de Francia.

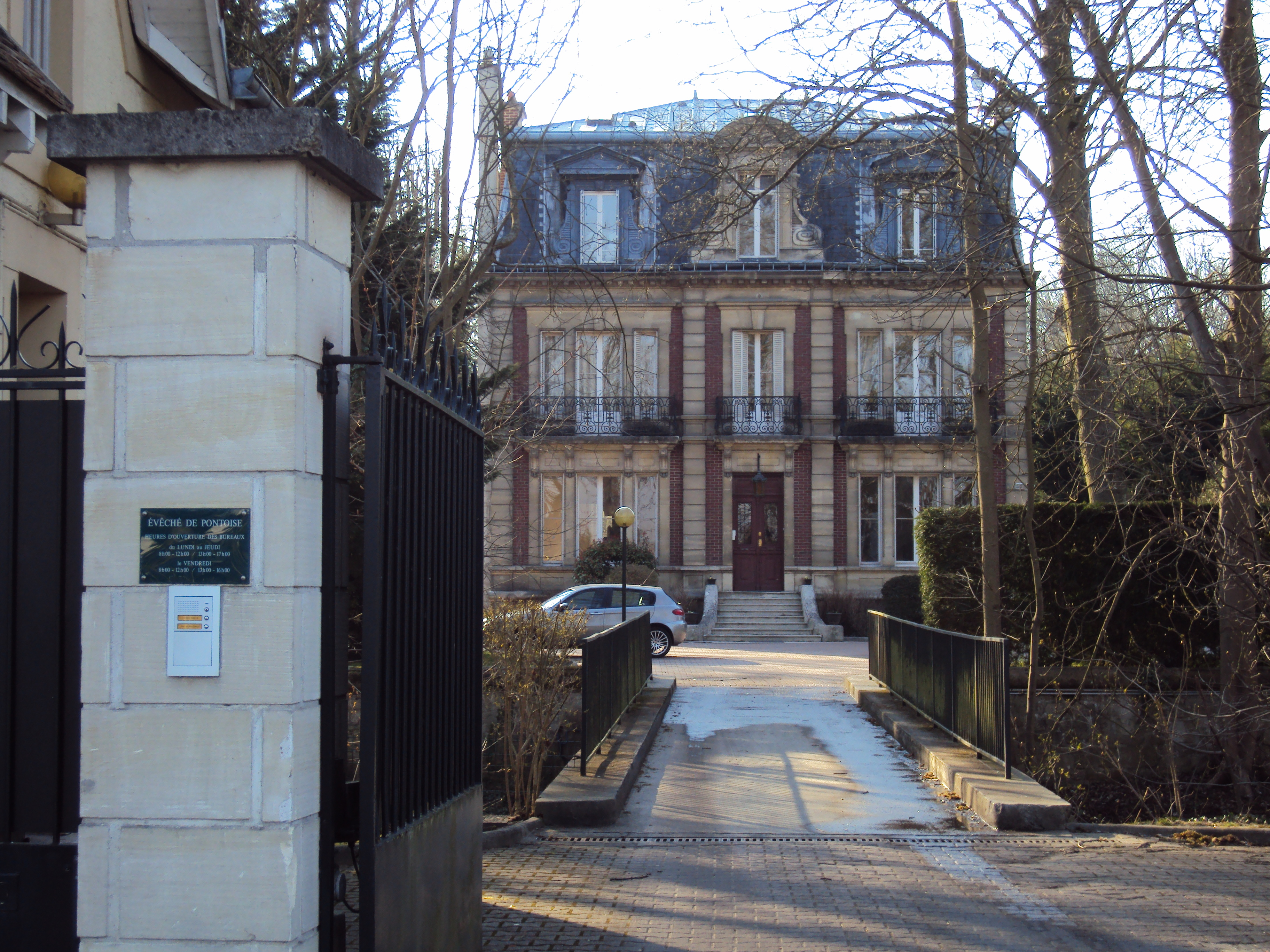
Palacio episcopal diocesano

La sede de la diócesis se encuentra en la ciudad de Pontoise, en donde se halla la Catedral de San Malo, construida en estilo gótico a mediados del siglo XII. En Argenteuil se halla la basílica de San Dionisio.

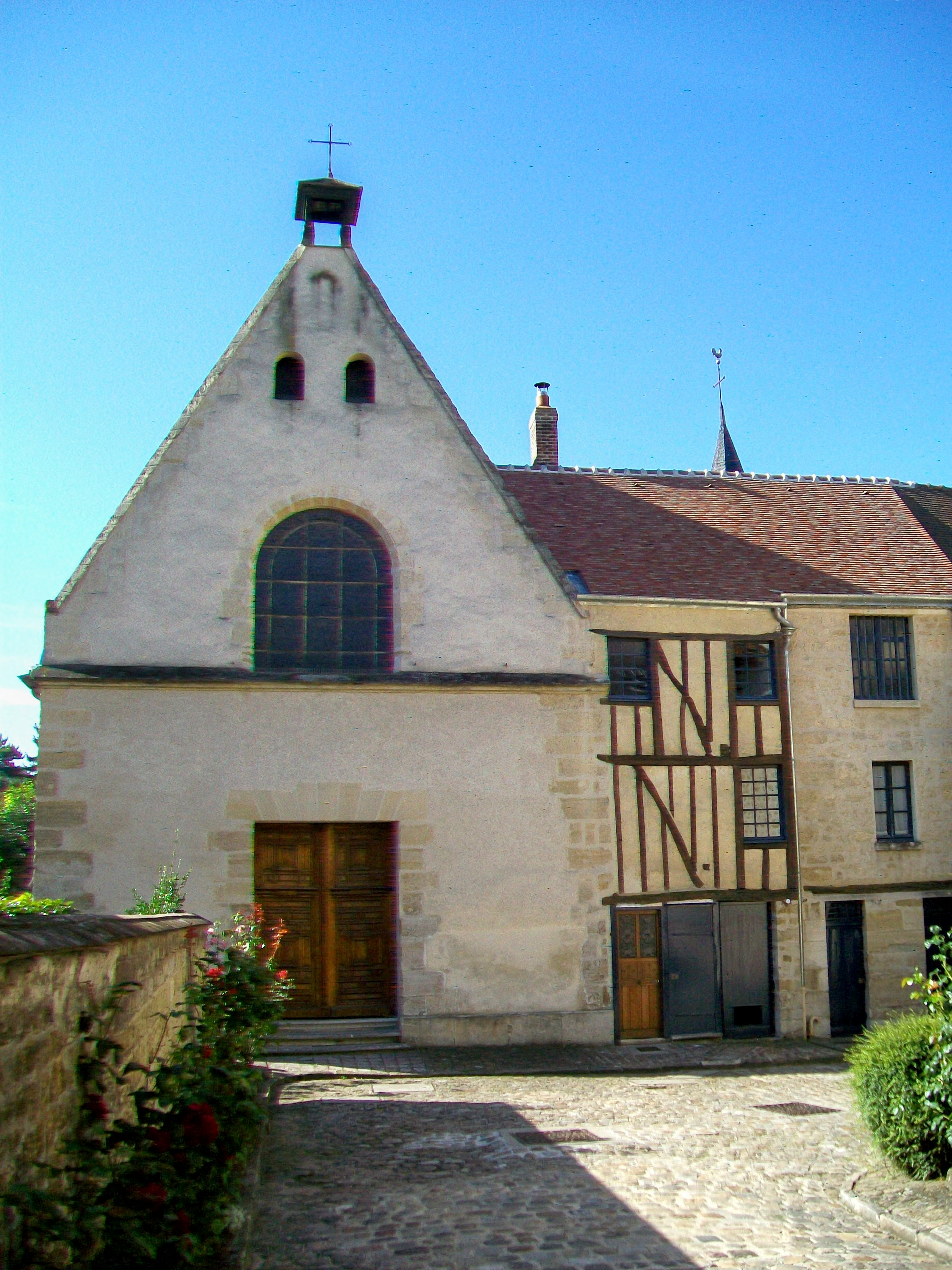
Iglesia del Carmen, en Pontoise, consagrada en 1610

En 2021 en la diócesis existían 53 parroquias agrupadas en 5 decanatos: Nord-Est, Centre, Sud-Est, Cergy-Pontoise y Pays du Vexin.

## Historia
La diócesis fue erigida el 9 de octubre de 1966 con la bula Qui volente Deo del papa Pablo VI, obteniendo el territorio de la diócesis de Versalles.

## Estadísticas
Según el Anuario Pontificio 2022 la diócesis tenía a fines de 2021 un total de 879 770 fieles bautizados.
| Año                                                                             | Población            | Población | Población      | Sacerdotes | Sacerdotes    | Sacerdotes    | Bautizados por sacerdote | Diáconos permanentes | Religiosos | Religiosos | Parroquias |
| Año                                                                             | Bautizados católicos | Total     | % de católicos | Total      | Clero secular | Clero regular | Bautizados por sacerdote | Diáconos permanentes | Varones    | Mujeres    | Parroquias |
| ------------------------------------------------------------------------------- | -------------------- | --------- | -------------- | ---------- | ------------- | ------------- | ------------------------ | -------------------- | ---------- | ---------- | ---------- |
| 1970                                                                            | ?                    | 750 000   | ?              | 354        | 275           | 79            | ?                        |                      | 79         | 488        | 205        |
| 1980                                                                            | 600 000              | 902 000   | 66.5           | 246        | 159           | 87            | 2439                     | 1                    | 91         | 432        | 206        |
| 1990                                                                            | 800 000              | 1 004 000 | 79.7           | 216        | 128           | 88            | 3703                     | 7                    | 101        | 388        | 205        |
| 1999                                                                            | 829 000              | 1 115 000 | 74.3           | 178        | 100           | 78            | 4657                     | 13                   | 110        | 336        | 194        |
| 2000                                                                            | 820 000              | 1 115 001 | 73.5           | 168        | 90            | 78            | 4880                     | 13                   | 110        | 336        | 194        |
| 2001                                                                            | 820 000              | 1 103 801 | 74.3           | 163        | 93            | 70            | 5030                     | 14                   | 101        | 273        | 194        |
| 2002                                                                            | 829 000              | 1 103 800 | 75.1           | 171        | 95            | 76            | 4847                     | 15                   | 98         | 270        | 194        |
| 2003                                                                            | 829 000              | 1 103 801 | 75.1           | 167        | 93            | 74            | 4964                     | 17                   | 93         | 260        | 194        |
| 2004                                                                            | 829 000              | 1 103 801 | 75.1           | 164        | 87            | 77            | 5054                     | 21                   | 96         | 244        | 194        |
| 2013                                                                            | 860 600              | 1 185 379 | 72.6           | 184        | 116           | 68            | 4677                     | 27                   | 83         | 116        | 194        |
| 2016                                                                            | 861 102              | 1 184 957 | 72.7           | 168        | 113           | 55            | 5125                     | 30                   | 71         | 99         | 204        |
| 2019                                                                            | 877 580              | 1 207 600 | 72.7           | 167        | 119           | 48            | 5254                     | 30                   | 52         | 110        | 54         |
| 2021                                                                            | 879 770              | 1 210 640 | 72.7           | 196        | 149           | 47            | 4488                     | 29                   | 60         | 118        | 53         |
| Fuente: Catholic-Hierarchy, que a su vez toma los datos del Anuario Pontificio. |                      |           |                |            |               |               |                          |                      |            |            |            |

## Episcopologio
- André Rousset † (9 de octubre de 1966-19 de noviembre de 1988 renunció)
- Thierry Romain Camille Jordan (19 de noviembre de 1988 por sucesión-20 de julio de 1999 nombrado arzobispo de Reims)
- Hervé Jean Luc Renaudin † (30 de noviembre de 2000-18 de enero de 2003 falleció)
- Jean-Yves Riocreux (5 de mayo de 2003-15 de junio de 2012 nombrado obispo de Basse-Terre)
- Stanislas Lalanne (31 de enero de 2013-4 de junio de 2024 retirado)
- Benoît Bertrand, desde el 4 de junio de 2024